# Laxmannia orientalis
Laxmannia orientalis är en sparrisväxtart som beskrevs av Gregory John Keighery. Laxmannia orientalis ingår i släktet Laxmannia och familjen sparrisväxter. Inga underarter finns listade i Catalogue of Life.